# 생명최전선
생명최전선은 2013년 10월 31일부터 2015년 3월 31일까지 방송되었던 다큐멘터리 프로그램이다.

## 기획 의도
안전한 삶을 지키기 위해 싸우는 다큐멘터리 프로그램이다.

## 방송 시간
| 방송 채널 | 방송 기간                          | 방송 시간                            |
| --------- | ---------------------------------- | ------------------------------------ |
| KBS 1TV   | 2013년 10월 31일 ~ 2014년 8월 28일 | 매주 목요일 밤 10시 50분 ~ 11시 30분 |
| KBS 1TV   | 2014년 9월 13일 ~ 2014년 12월 27일 | 매주 토요일 밤 8시 10분 ~ 9시        |
| KBS 1TV   | 2015년 1월 6일 ~ 2015년 3월 31일   | 매주 화요일 밤 11시 40분 ~ 12시 30분 |

## 방송 회차
| 회차 | 방송일           | 제목                                                |
| ---- | ---------------- | --------------------------------------------------- |
| 1    | 2013년 10월 31일 | 응급실에서 찾은 희망, 소생                          |
| 2    | 2013년 11월 7일  | 위험! 보행자 교통사고                               |
| 3    | 2013년 11월 14일 | 심장을 살리는 4분                                   |
| 4    | 2013년 11월 21일 | 산업 재해의 경고 - 다발성 외상                      |
| 5    | 2013년 11월 28일 | 하늘을 나는 응급실 닥터헬기가 간다                  |
| 6    | 2013년 12월 5일  | 뇌혈관을 지켜라                                     |
| 7    | 2013년 12월 12일 | 자살시도자를 구하라                                 |
| 8    | 2013년 12월 19일 | 겨울철 돌연사를 막아라                              |
| 9    | 2013년 12월 26일 | 몸속에 박힌 총알을 제거하라                         |
| 10   | 2014년 1월 9일   | 기적을 향한 도전 미국 애리조나주 외상치료시스템     |
| 11   | 2014년 1월 16일  | 대동맥 환자의 생명선 - 핫라인!                      |
| 12   | 2014년 1월 23일  | 겨울철 경보, 빙판길이 위험하다                      |
| 13   | 2014년 1월 30일  | 세상에서 가장 긴 기다림                             |
| 14   | 2014년 2월 6일   | 응급의료 사각지대의 마지막 보루                     |
| 15   | 2014년 2월 13일  | 겨울스포츠 주의보                                   |
| 16   | 2014년 2월 20일  | 5분의 사투 - 코드블루                               |
| 17   | 2014년 3월 6일   | 반경 100km을 지켜라                                 |
| 18   | 2014년 3월 13일  | 현장보고 - 119 구급대원이 부족하다                  |
| 19   | 2014년 3월 20일  | 100일간 투병일지                                    |
| 20   | 2014년 3월 27일  | 협진의 지휘자 - 응급의학과                          |
| 21   | 2014년 4월 3일   | 외상외과 의사로 산다는 것                           |
| 22   | 2014년 4월 10일  | 재출혈을 막아라                                     |
| 23   | 2014년 4월 24일  | 코드블랙 - 세월호 침몰 사고                         |
| 24   | 2014년 5월 1일   | 움직이는 중환자실 - 조기대응팀 24시                 |
| 25   | 2014년 5월 15일  | 아빠의 기도                                         |
| 26   | 2014년 5월 22일  | 지역의 아이들                                       |
| 27   | 2014년 5월 29일  | 아이를 살리는 의사들                                |
| 28   | 2014년 6월 5일   | 결정적 순간 - 수술 순서를 판단하라                  |
| 29   | 2014년 6월 12일  | 차량 급발진 추정 사고 피해자를 구하라               |
| 30   | 2014년 6월 19일  | 오디와 자전거                                       |
| 31   | 2014년 6월 26일  | 엄마가 미안해                                       |
| 32   | 2014년 7월 10일  | 인천 서해권역 외상센터 24시                         |
| 33   | 2014년 7월 17일  | 심혈관 골든타임을 사수하라                          |
| 34   | 2014년 7월 24일  | 교통사고 그 후 1년, 어머니의 일기                   |
| 35   | 2014년 7월 31일  | 여름 응급실 1편 - 대구                              |
| 36   | 2014년 8월 7일   | 여름 응급실 2편 - 강릉                              |
| 37   | 2014년 8월 14일  | 여름 응급실 3편 - 서울                              |
| 38   | 2014년 8월 21일  | 아버지의 따뜻한 잔소리                              |
| 39   | 2014년 8월 28일  | 응급실이 위협받고 있다                              |
| 40   | 2014년 9월 13일  | 제주를 지키는 의사들                                |
| 41   | 2014년 9월 20일  | 위험! 자전거 사고                                   |
| 42   | 2014년 9월 27일  | 내리사랑                                            |
| 43   | 2014년 10월 11일 | 투구꽃 주의보 외                                    |
| 44   | 2014년 10월 18일 | 목격자 심폐소생술의 기적 외                         |
| 45   | 2014년 10월 25일 | 채소가 위험하다? 외                                 |
| 46   | 2014년 11월 1일  | 털독말풀의 두 얼굴 외                               |
| 47   | 2014년 11월 8일  | 301 네트워크- 의료사각지대의 환자를 찾아라          |
| 48   | 2014년 11월 15일 | 가을철 쯔쯔가무시 경보 외                           |
| 49   | 2014년 11월 22일 | 혜빈이의 가을                                       |
| 50   | 2014년 11월 29일 | 경계경보! 횡단보도 교통사고 외                      |
| 51   | 2014년 12월 6일  | 뇌경색 주의보. 당신의 손과 발이 되어 외             |
| 52   | 2014년 12월 20일 | 송년기획 - 가난한 이들의 병원                       |
| 53   | 2015년 1월 6일   | 화상사고 주의보                                     |
| 54   | 2015년 1월 13일  | 아빠의 선물 - 아린아, 사랑해 외                     |
| 55   | 2015년 1월 20일  | 의정부 아파트 화재사고 - 화상전문병원이 필요하다 외 |
| 56   | 2015년 1월 27일  | 닥터헬기, 2040회의 출동                             |
| 57   | 2015년 2월 3일   | 안전망 병원을 아십니까 - 성가복지병원 '오래된 우정' |
| 58   | 2015년 2월 10일  | 병원선의 젊은 의사들                                |
| 59   | 2015년 2월 24일  | 새벽 두시의 호출                                    |
| 60   | 2015년 3월 3일   | 외과의사의 아주 특별한 퇴근길                       |
| 61   | 2015년 3월 10일  | 무료 산부인과의 봄                                  |
| 62   | 2015년 3월 17일  | 주 80시간 째 근무 중                                |
| 63   | 2015년 3월 24일  | 두 번째 심장이 뛴다                                 |
| 64   | 2015년 3월 31일  | 채린이와 함께 한 일주일/ 1년 6개월간의 기록         |

## 같이 보기
- 닥터스 (텔레비전 프로그램) (MBC)
- 명의 (EBS)
- 병원 24시 (SBS) (종영) (SBS)
- 생로병사의 비밀 (KBS 1TV)